# Ёкодзуна

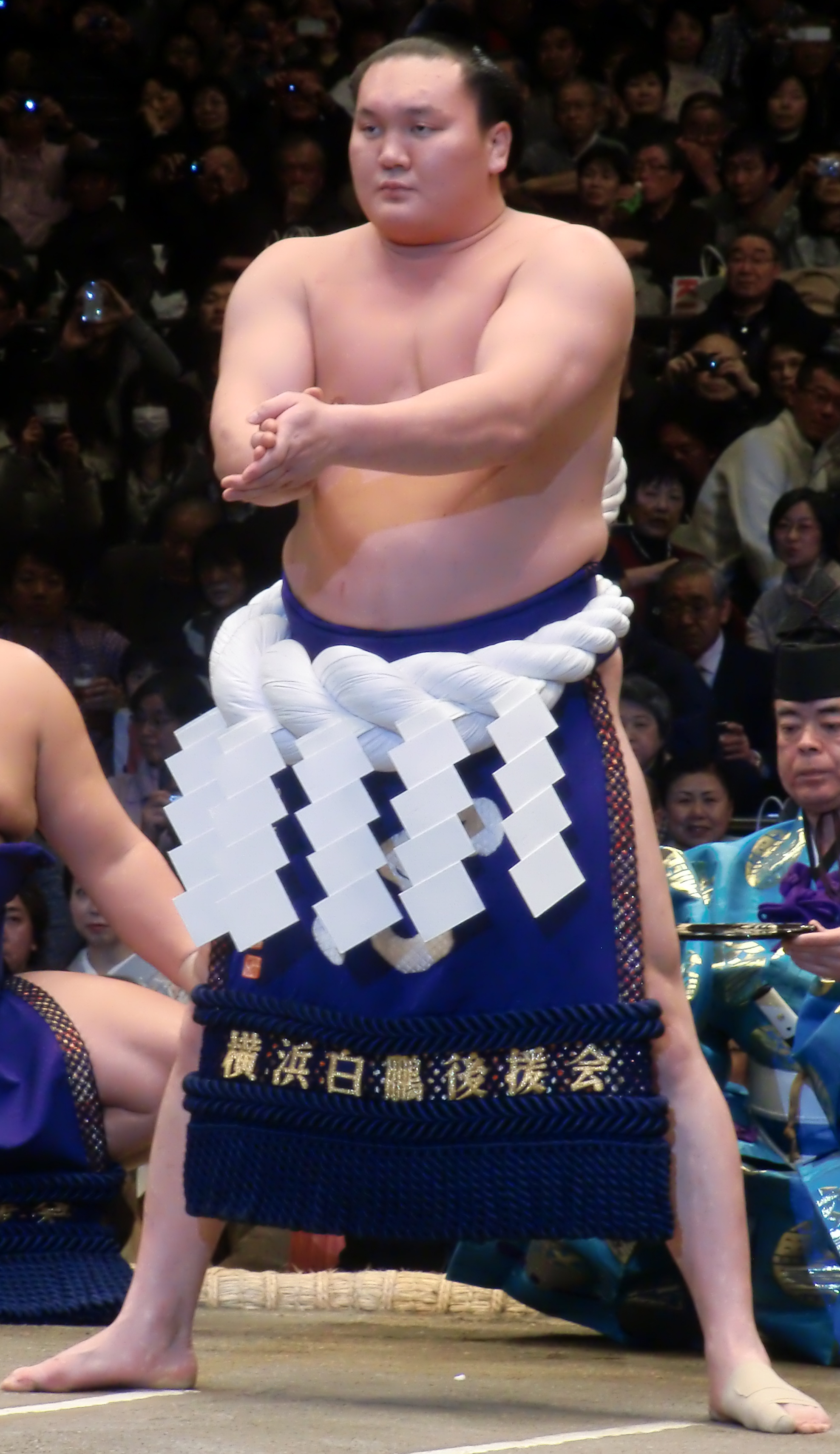
Хакухо — самый успешный ёкодзуна XXI века, рекордсмен по числу выигранных турниров

Ёкодзуна (яп. 横綱) — высший ранг (титул, позиция, звание) борца сумо.

## История
До 1789 года титул ёкодзуны не был отдельным рангом в сумо, а вручался борцам ранга одзэки, которые получали право выступать перед сёгуном. Лучшие одзэки удостаивались чести носить церемониальную веревку симэнава, сплетённую из рисовой соломы нового урожая и в традиционной японской религии имеющую сакральное значение. В сумо такая веревка называлась цуна (в составных словах — дзуна), а ее носитель, соответственно, именовался ёкодзуной, то есть, дословно — «носящим цуну» (ёкодзун часто называют «великими чемпионами», однако это не является переводом термина).
В 1789 году ранг ёкодзуны был официально отделен от ранга одзэки, превращен в самостоятельное звание и в иерархии поставлен на первое место. Первоначально ёкодзунами не обязательно были сильнейшие борцы — сказывались разные причины, в том числе интриги среди их покровителей. Так, двое ёкодзун, получивших титул в 1789 году, получили титул от влиятельного клана Ёсида, занимавшегося организацией сумо. С 1789 года в течение почти ста лет кланы Ёсида и Годзё соперничали за право выдавать ёкодзунам лицензии и приоритетность этих лицензий. В феврале 1884 года сильнейший на тот момент борец, Умэгатани Тотаро I, выбрал получить титул от клана Ёсида. После этого звания, присваивавшиеся семьёй Годзё, более не признавались.
До 1890 года, несмотря на то, что ранг уже существовал и присваивался, он не отображался в бандзукэ — официальном рейтинге сумоистов, составляющемся перед турнирами. После жалоб и требований Нисиноми, ёкодзун стали официально отображать в бандзукэ. После этого начали вести учёт ёкодзун. В 1900 году Дзиммаку Кюгоро составил ныне использующийся (официально — с 1926 года) список ёкодзун, поставив в нём на первое место Акаси Сиганосукэ, жившего в XVII веке, задолго до официального введения  ранга ёкодзуна. Существование Акаси, впрочем, оспаривается. Легенды утверждают, что Акаси был ростом более 2,5 метров. На четвертом месте в списке находится Таникадзэ Кадзиносукэ — первый «настоящий» ёкодзуна, получивший этот ранг в 1789 году. Легенды утверждают, что первым сумоистом, повязавшим веревку симэнава на своем поясе, был Хадзиками, живший в IX веке. По другой версии, первым сумоистом, получившим цуну в подарок лично от императора, был как раз Акаси, поставленный первым в перечне ёкодзун. Первым ёкодзуной, изображенным на гравюрах укиё носящим цуну, был пятый ёкодзуна Оногава Кисабуро.
С 1861 года, начиная с Унрю Кюкити, ёкодзуны стали особенным образом исполнять дохё-ири — церемонию выхода ёкодзуны на дохё (сумоистский ринг) перед началом каждого турнирного дня. Сформировались два основных стиля — Унрю и Сирануи, причем, что примечательно, Унрю Кюкити выступал в стиле Сирануи, а Сирануй Коэмон — в стиле Унрю. Также оба стиля подразумевает особый образ завязывания на поясе церемониальной верёвки. Верёвка симэнава, которую носители ранга носят в качестве пояса как знак отличия, представляет собой верёвку особого ручного плетения достигает 20 кг веса, использующаяся исключительно для церемоний. Каждый год совместными усилиями борцов хэя и итимона (объединение нескольких хэя) для своего ёкодзуны изготавливается три новых верёвки — к каждому токийскому басё.

## Присвоение титула
Звание ёкодзуны присваивается после многоступенчатой процедуры. Для начала кандидат должен соответствовать определенным критериям — это должен быть борец ранга одзэки, который должен продемонстрировать «достаточную силу, умение (искусство) и достоинство/изящество (то есть, хинкаку — 品格)». Такова официальная формулировка. На деле звание ёкодзуны в настоящее время чаще всего присваивается одзэки, который выиграл два турнира подряд либо показал «сопоставимый с этим результат». По этой причине известны случаи присвоения ранга борцам, которые выиграли только один турнир, а на втором заняли второе место с результатом, сопоставимым с результатом победителя. С 2014 по 2025 год четверо ёкодзун — Какурю Рикидзабуро (2014), Кисэносато Ютака (2017), Тэрунофудзи Харуо (2021) и Хосёрю Томокацу (2025) получили титул после одного выигранного турнира и одного второго места. Впрочем, расплывчатость формулировок позволяет Японской ассоциации сумо самостоятельно определять, кому и в какой момент вручать титул. Например, 62-й ёкодзуна Онокуни выиграл турнир с идеальной статистикой 15:0, а на следующем турнире занял второе место, однако в Ассоциации не посчитали, что это «сопоставимый с победителем результат», поэтому лишь после следующего турнира, на котором Онокуни вновь занял второе место, ему был присвоен высший ранг. Восемь ёкодзун от Асахифудзи (1990) до Харумафудзи (2012) получили титулы после двух подряд побед.
В историю также вошел один случай провозглашения ёкодзуной перспективного борца, не выигрывавшего Императорский кубок вообще, несмотря на то, что в среднем он показывал отличные результаты: Футахагуро получил титул после двух подряд дзюнъюсё (вторых мест), в звании ёкодзуны добился дзюнъюсё ещё трижды, но так и не выиграл ни одного турнира; впоследствии был дисквалифицирован за конфликт с тренером и отправлен в отставку (см. ниже), пробыв ёкодзуной чуть больше года.
Борец, которого рассматривают в качестве претендента на повышение, называют цунатори. Это — неофициальный ранг.

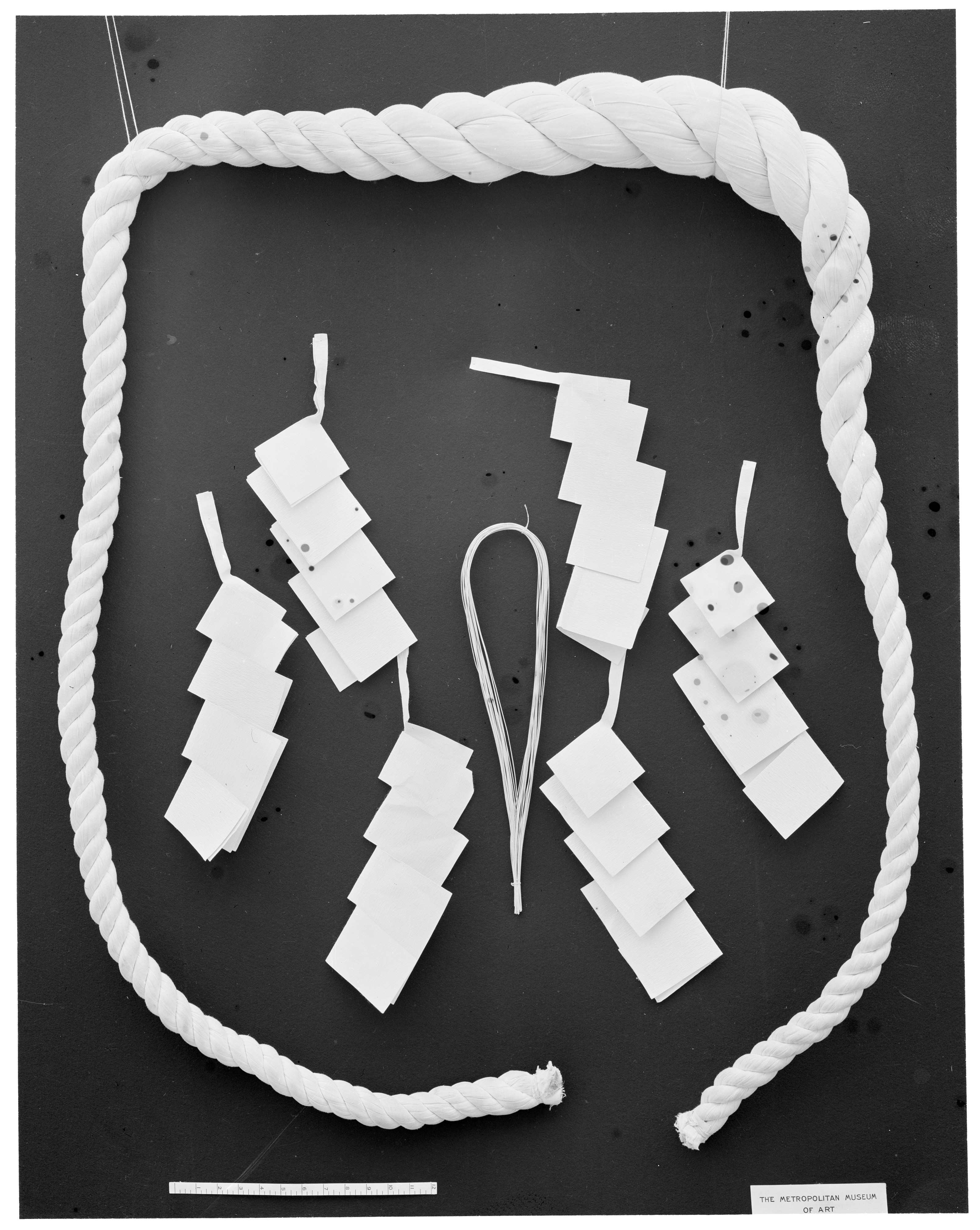
Цуна, находящаяся в Метрополитен-музее

Кандидатура цунатори, выигравшего турнир или показавшего сопоставимый результат, обсуждается Судейской коллегией Японской ассоциации сумо. В случае, если судьи считают кандидата достойным, они официально просят Совет директоров Ассоциации о проведении заседания по рассмотрению кандидатуры нового ёкодзуны. Далее председатель Совета директоров ЯАС представляет кандидатуру на рассмотрение Ёкосина — Совещательного комитета при ЯАС по делам, имеющим отношение к ёкодзунам (яп. 横綱審議委員会, ёкодзуна синги-иинкай). Ёкосин состоит из общественных, политических деятелей и бизнесменов, в него не входят бывшие борцы и организаторы сумо. В случае, если Ёкосин одобряет кандидатуру, то Совет директоров ЯАС на своем заседании окончательно утверждает её.
Вплоть до начала 1990-х годов все ёкодзуны были японцами. Это не являлось официальным правилом, однако считалось (некоторые члены Ассоциации сумо заявляли это открыто), что иностранец (гайдзин) может иметь лишь силу и искусство, но достоинства и изящества (хинкаку) у него быть не может, соответственно, он не может стать ёкодзуной и должен остаться одзэки. Так, например, в марте 1992 года Судейская коллегия даже не стала рассматривать кандидатуру гавайца Конисики, показывавшего на последних турнирах прекрасные результаты (ноябрь 1991 — 13-2 (победа), январь 1992 — 12-3, март 1992 — 13-2 (победа)). Конисики даже обвинил Ассоциацию в расизме, однако затем взял свои слова обратно и более так и не смог больше выиграть ни одного турнира и одержать за один турнир больше 10 побед. Тем не менее, после ухода в отставку в январе 1992 году Асахифудзи в профессиональном сумо не осталось ёкодзуны. Даже после этого Ассоциация не хотела рассматривать иностранцев (ситуация с Конисики произошла уже после ухода Асахифудзи в отставку). Год (с января 1992 по январь 1993) носителя высшего сумоистского ранга не было. Тем временем, самые перспективные результаты опять показывал иностранец — гаваец Акэбоно Таро. В итоге традиция наличия ёкодзуны оказалась важнее традиции не вручать высшее звание иностранцу — 27 января 1993 года Акэбоно стал первым иностранцем, получившим высший ранг. При этом перед повышением он имел лишь 8 месяцев стажа в звании одзэки. Затем из иностранцев звание было присвоено также самоанцу Мусасимару и монголу Асасёрю. На 2025 год в истории сумо 8 ёкодзун — иностранцы (один — гаваец (изначально — гражданин США), один — самоанец, шестеро — монголы). Действующий ёкодзуна Хосёрю Томокацу — шестой монгол в истории, получивший высший ранг. Ещё до Акэбоно это звание получил японский подданный Тайхо Коки, родившийся на Сахалине, украинец по отцу, с 1945 по 1949 год проживавший в СССР.
В январе 2017 года звание ёкодзуны после долгого перерыва получил японец — Кисэносато Ютака. Последний до него ёкодзуна японского происхождения, Таканохана, прекратил выступления в 2003 году. В последний раз до 2017 года звание ёкодзуны присваивалось японцу в 1998 году, когда титул получил брат Таканоханы Ваканохана, ушедший в отставку в 2000 году. Однако уже через два года после получения звания Кисэносато объявил об отставке. В мае 2025 года впервые после Кисэносато звание ёкодзуны получил японский спортсмен — Оносато (ученик Кисэносато).

## Карьера ёкодзуны
Ёкодзуна, в отличие от всех прочих борцов, не может быть понижен в ранге по результатам турниров. Доминирование борца такого уровня на каждом турнире или двузначное количество побед считаются нормой. Ёкодзуна, выступающий без блеска, как правило, сам снимается с турнира. Распространена практика, когда ёкодзуна, чувствующий, что не в состоянии достойно выступать, объявляет о травме и пропускает турнир. Если ёкодзуна от турнира к турниру не в состоянии постоянно поддерживать высокий уровень выступлений или испытывает постоянные проблемы с травмами, он уходит в отставку. Также Ёкосин может вынести ёкодзуне «рекомендацию выйти в отставку», которая, несмотря на формулировку, является обязательным к исполнению требованием. Рекомендация может быть вынесена в двух случаях: если ёкодзуна на протяжении нескольких турниров подряд показывает плохие результаты, но не уходит в отставку самостоятельно, либо если ёкодзуна совершает недостойный поступок. По этим причинам продолжительность карьеры ёкодзуны ограничена периодом спортивного расцвета борца. В отличие от ёкодзуны, борцы меньшего ранга имеют возможность выступать дольше, опускаясь в бандзукэ сообразно своим реальным возможностям.
Рекомендации выйти в отставку предшествуют «воодушевление» и «предупреждение». «Воодушевление» объявляется ёкодзуне, показавшему плохой результат, но имеющему еще кредит доверия со стороны Ассоциации сумо. «Предупреждение» является своеобразной «желтой карточкой» перед «рекомендацией выйти в оставку» и означает, что на следующем турнире ёкодзуна обязан выступить хорошо.
Ёкодзуна должен быть образцом не только на дохё, но и в жизни, что получается в полной мере далеко не у всех. Пример этого — дурное поведение Асасёрю, приведшее к его дисквалификации, и, позже, к преждевременной отставке, и уход в отставку Харумафудзи после ставшего достоянием общественности инцидента с нанесением побоев Таканоиве.
Поединки с участием ёкодзун, как правило, — последние поединки дня. Поединки ёкодзун между собой (если их несколько) проводятся в самые последние дни турниров.

## Стиль ёкодзуны

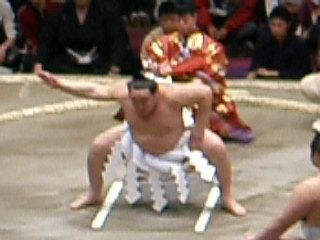
Асасёрю, стиль унрю. Левая рука согнута. За спиной одна петля.

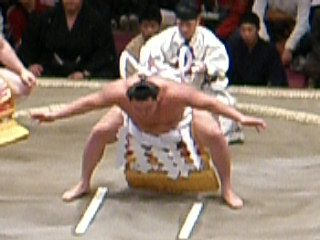
Хакухо, стиль сирануи. Руки разведены. Видны две петли узла.

Ёкодзуна обязан придерживаться определённого стиля в выполнении ритуального танца, который исполняется ёкодзунами в каждый турнирный день в ходе церемонии дохё-ири после представления публике прочих борцов лиги макуути. Ёкодзуна выходит на дохё в сопровождении двух ассистентов — борцов макуути: вначале идёт глашатай (цуюхарай), затем сам ёкодзуна, замыкает процессию меченосец (татимоти), несущий церемониальный меч. Ассистенты размещаются на дохё по обе стороны от ёкодзуны. Сам танец состоит из нескольких хлопков в ладоши с разведением рук (тиритёдзу) в полуприседе, стоя на мысочках ступней (позиция сонкё), череды притопов высоко поднимаемой ногой с приседаниями (сико́) и коротких перемещений по дохё в полуприседе движениями ступней. Танец символизирует изгнание злых духов и ритуальное очищение. Стили названы по именам великих борцов XIX века, когда-то их практиковавших. Кроме некоторых фигур танца, стили различаются формой узла, которым верёвка-симэнава завязывается на спине. Ранее существовало несколько стилей, в том числе и сугубо индивидуальных. Борец принимает стиль раз и навсегда по получении титула, сообразуясь, в том числе, с традициями своей «комнаты» (хэя), и в первый раз выполняет дохё-ири в синтоистском храме. За более чем 100 предшествующих лет практиковались только два стиля — Унрю и Сирануи, последним, кто отступал от этой традиции, был 19-й ёкодзуна Хитатияма Таниэмон, он практиковал свой собственный стиль Хитатияма.
- Стиль Унрю. Узел вяжется с одной большой петлёй. Один из подъёмов с приседания (сэриагари) в танце выполняется с вытянутой правой рукой и согнутой левой рукой. Стиль танца считается «оборонительным», что, впрочем, никак не связано с манерой самого борца вести поединки. Пример ёкодзуны стиля Унрю — Асасёрю. Стиль имеет репутацию «удачливого» и со второй половины XX века применялся чаще всего[6].
- Стиль Сирануи. Узел вяжется с двумя петлями, разведёнными в стороны. Один из подъёмов с приседания в танце выполняется с разведёнными руками. Стиль танца считается «атакующим». Пример ёкодзуны стиля Сирануи — Хакухо. Из-за предрассудка о его «несчастливости» стиль Сирануи практиковался заметно реже, чем Унрю.

Предрассудок основан, отчасти, на том, что ёкодзуны, практиковавшие стиль Сирануи, действительно не показывали выдающихся результатов или не удерживали лидерства долго. Такими были Котодзакура, Футахагуро, Асахифудзи, Ваканохана III. Напротив, многие примечательные борцы использовали стиль Унрю, например, Тайхо, Тиёнофудзи, Акэбоно, Мусасимару, Таканохана (II).
74-й ёкодзуна Хосёрю и 75-й Оносато придерживаются стиля Унрю. Последним, кто придерживался стиля Сирануи, был 73-й ёкодзуна Тэрунофудзи.
По достижении 60-летнего возраста ушедший в отставку ёкодзуна получает право провести в ознаменование этого события церемонию канрэки дохё-ири (яп. 還暦土俵入り), отличие которой состоит в том, что цуна, которую он носит во время этой церемонии, не белого, а красного цвета. Так, в июне 2013 года канрэки дохё-ири провёл глава Ассоциации сумо 55-й ёкодзуна Китаноуми, которому ассистировали 58-й ёкодзуна Тиёнофудзи и 65-й ёкодзуна Таканохана.

## Количество ёкодзун
Квот на количество ёкодзун нет. В истории бывали периоды, когда действующих борцов с таким титулом не было вообще (в 1931—1932, 1992—1993 и в январе 2025). Максимальное число одновременно активно действующих ёкодзун — 5 (январь 1953 — между присвоением титула 42-му ёкодзуне Кагамисато и отставкой 38-го ёкодзуны Тэрукуни). Каждый ёкодзуна имеет порядковый номер — по очерёдности получения титула за историю сумо (согласно официальному рейтингу, составленному и поддерживаемому с 1895 года). Всего ёкодзун (с мая 2025 года) было 75.

## Рекорды
- рекордное количество турниров, выигранных борцом, когда либо достигшим ранга ёкодзуны, — 45 (Хакухо Сё)
- рекордное количество турниров, выигранных борцом подряд, — 7 (Хакухо Сё и Асасёрю Акинори)
- рекордное количество турниров, выигранных борцом с идеальной статистикой (дзэнсё, 15:0), — 16 (Хакухо Сё)
- рекордное количество турниров, проведенных борцом, когда либо достигшим ранга ёкодзуны, — 103 (Хакухо Сё)
- рекордное количество турниров в ранге ёкодзуны, — 84 (Хакухо Сё)
- рекордное количество побед в поединках — 1187 (Хакухо Сё)
- рекордное количество побед в поединках подряд — 69 (Футабаяма Сададзи)
- самый молодой ёкодзуна — 21 год и 2 месяца (Китаноуми Тосимицу)
- рекорд по скорости достижения ранга — 13 турниров (Оносато Дайки)

## Дисквалификация
Ёкодзуна может быть предупрежден или сразу же дисквалифицрован в случае недостойного поведения или серьезных проступков, несовместимых с высоким званием). Дисквалификация может быть временной или пожизненной.
За серьёзные проступки, несовместимые с высоким званием, ёкодзуна может быть дисквалифицирован временно или навсегда:
- В 1949 году 39-й ёкодзуна Маэдаяма, снявшийся с турнира осенью 1949 года и объявивший о травме, был пойман на посещении бейсбольного матча абсолютно здоровым. За обман ёкодзуна был пожизненно дисквалифицирован.
- 60-й ёкодзуна Футахагуро, до этого не выигравший ни одного Кубка императора за карьеру, вступил в конфликт с главой своей хэя Тацунами-оякатой[англ.], который добился через Японскую ассоциацию сумо отставки своего подчиненного (при этом он даже не обсудил отставку с самим борцом). Также Тацунами-ояката обвинил Футахагуро в рукоприкладстве в отношении своей жены[10]. Таким образом, Футахагуро стал единственным ёкодзуной, отправленным в отставку не по собственному желанию и не по «рекомендации» Ёкосина.
- 68-го ёкодзуну Асасёрю дважды отстраняли от соревнований на два турнира за участие в публичном футбольном матче во время, официально отведённое ему на лечение, а в 2010 году Асасёрю в состоянии сильного опьянения подрался с управляющим ночным клубом, в котором отдыхал, разбив тому нос. После этого Асасёрю вышел в отставку, не дожидаясь официального решения специальной комиссии и Совета директоров Японской ассоциации сумо.

## Другие ёкодзуны
В Японии существует неформальная практика называть ёкодзунами сильнейших борцов-любителей. Существуют неформальные звания вроде «Ёкодзуна среди школьников», «Ёкодзуна среди студентов». Например, в юности, студенческим ёкодзуна был одзэки Котомицуки.